# Çivilikaya, Tortum
Çivilikaya là một xã thuộc huyện Tortum, tỉnh Erzurum, Thổ Nhĩ Kỳ. Dân số thời điểm năm 2011 là 82 người.